# Engolasters
Engolasters és un petit nucli a l'esquerra de la Valira d'Orient format per unes quantes bordes i diverses urbanitzacions modernes. El nucli forma part de la parròquia andorrana d'Escaldes-Engordany en un replà a 1.504 m d'altitud i presidit per l'església de Sant Miquel d'Engolasters.
Al nord, dins la parròquia d'Encamp, hi ha l'estany d'Engolasters, d'origen glacial amb 17 metres de profunditat. L'estany d'Engolasters té la particularitat de ser un estany penjat, a flanc de vall, dominant Andorra la Vella i el riu Valira d'Orient. La tradició que narra que etimològicament el nom Engolasters vindria del fet que el llac «engoleix els astres».
L'estany va ser dessecat el 2015 per procedir a tasques de manteniment.

## Vegeu també

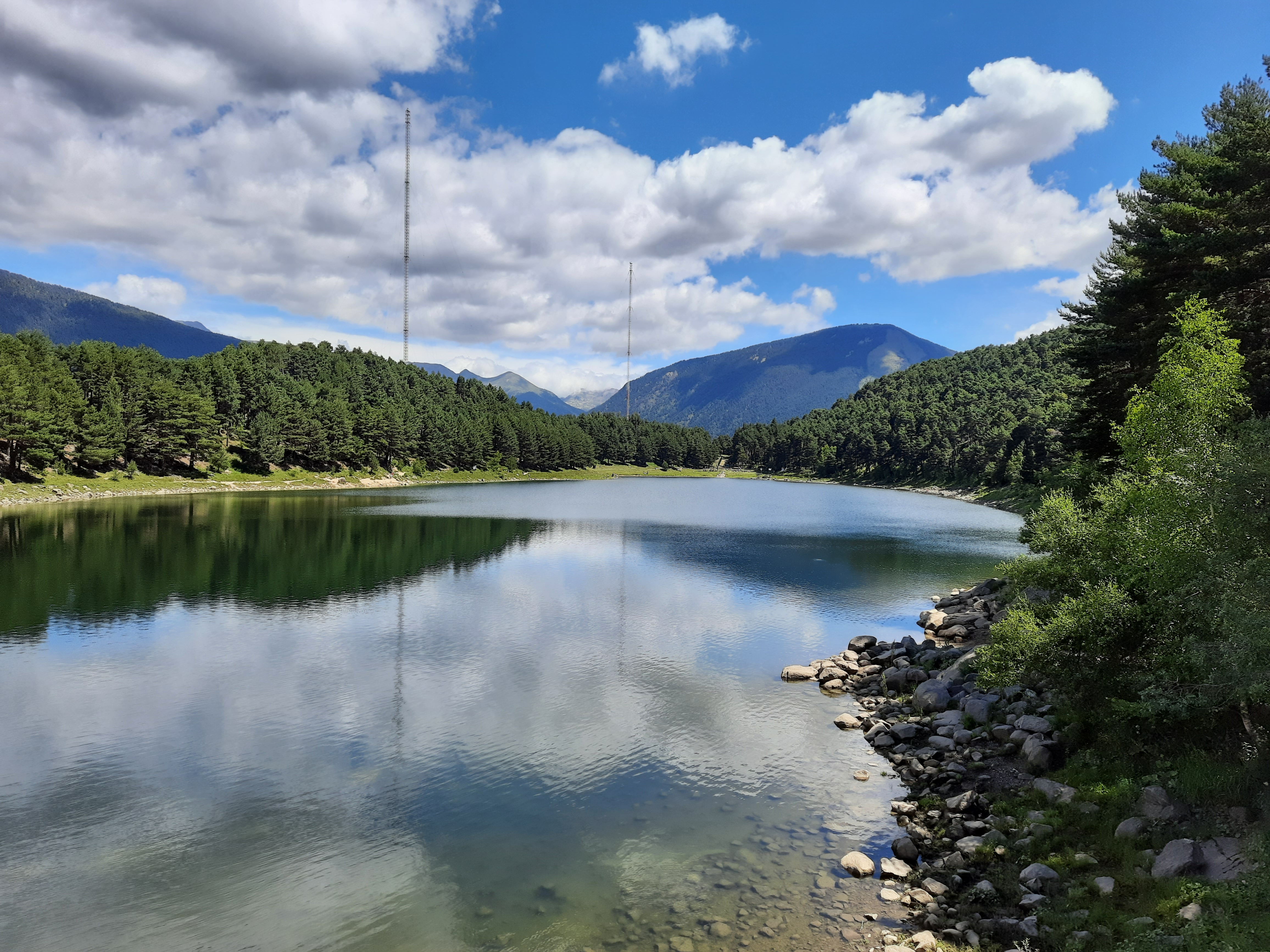
L'estany d'Engolasters